# Václavice

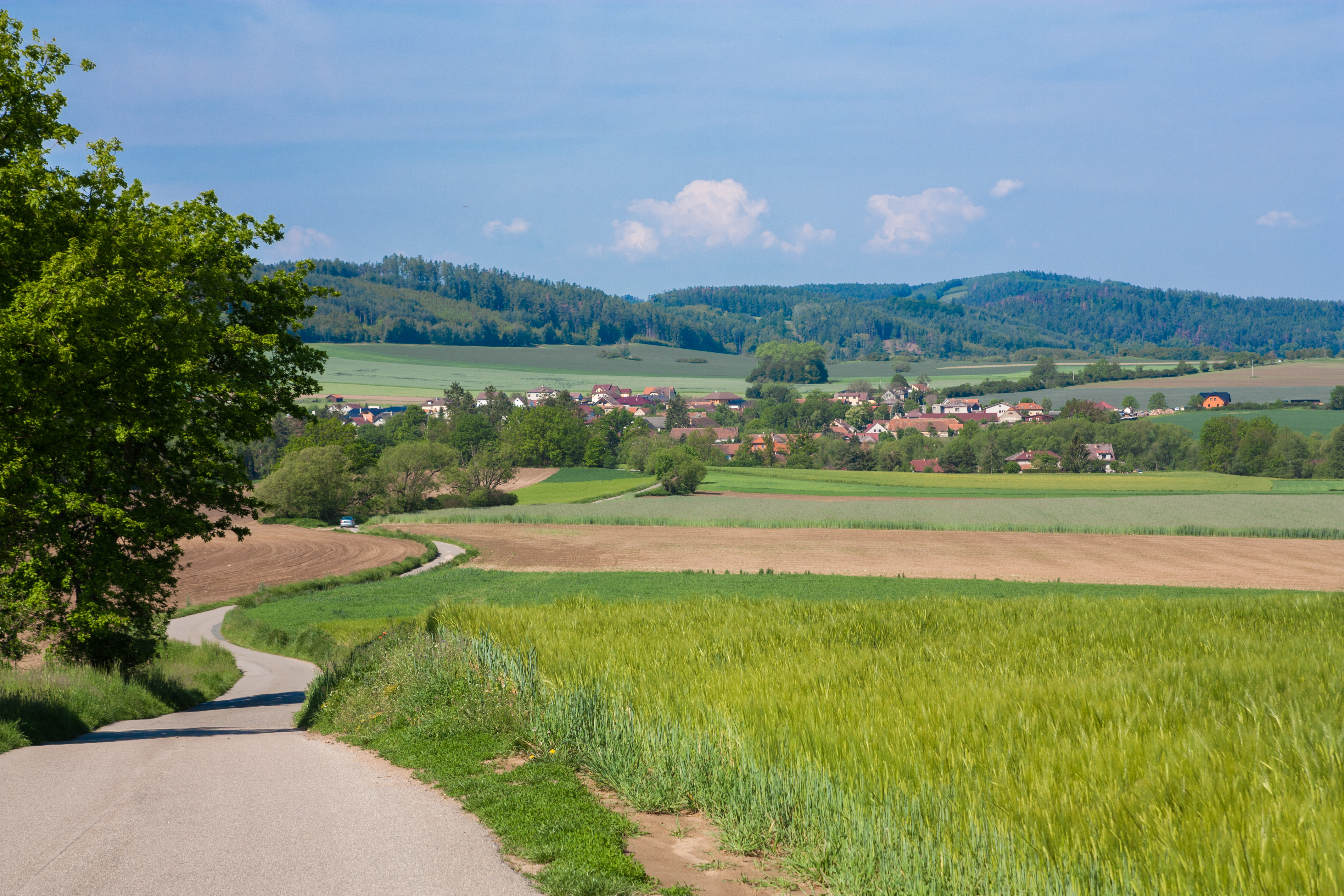
Ortsansicht (2019)

Václavice (deutsch Wazlawitz, auch Watzlawitz) ist eine Gemeinde in Tschechien. Sie liegt sechs Kilometer westlich von Benešov und gehört zum Okres Benešov.

## Geographie
Václavice befindet sich an der Einmündung des Baches Václavický potok in den Janovický potok im Beneschauer Hügelland. Östlich liegt das Schloss Konopiště. Im Süden erheben sich die Hügel Hůrka (356 m) und Chlum (505 m), südwestlich der Prostřední vrch (404 m).
Nachbarorte sind Hrusice und Úročnice im Norden, Zbožnice im Nordosten, Mydlářka und Benešov im Osten, Konopiště und Vatěkov im Südosten, Chvojen, Kožlí und Přibyšice im Süden, Neštětice und Černíkovice im Südwesten, Chrášťany im Westen sowie Krusičany im Nordwesten.

## Geschichte
Erste Überlieferungen über die Ansiedlung Vladislavice stammen aus dem Jahre 1110. Vladislavice gehörte zu den fürstlichen Gütern der Přemysliden. Kunigunde von Halitsch übergab 1279 den Kreuzherren mit dem Roten Stern die Kirche in Vladislavice sowie die zugehörigen Ortschaften. Vladislavice war zu dieser Zeit ein königliches oppidum, zu dem die Dörfer Lhota Úroční (Úročnice), Krusvičany (Krusičany), Lačnice (Chlístov), Žabovřesky, Bukovská Lhota (Buková Lhota) und Zbožná Lhota (Zbožnice) gehörten. Es besaß mehrere Privilegien und unterlag dem Recht der Prager Altstadt und der Rechtsprechung eines königlichen Richters. Johann von Luxemburg verpfändete das oppido Wadislawicz mit den sechs Dörfern 1336 an Ulrich von Kosteletz, der das Gebiet an seine Burgherrschaft Kosteletz (Zbořený Kostelec) anschloss. Kosteletz verweigerte den Kreuzherren den Zins und erhob von den Untertanen neue Abgaben. Nach Protesten des Hochmeisters Ulrich wurde Ulrich von Kosteletz und seine Nachkommen 1341 zur Zahlung des Kirchzehnts an den Prager Orden verpflichtet. Auf Gesuch der Untertanen löste Markgraf Karl zusammen mit seinem Vater Johann von Luxemburg 1342 das Pfand Wladislawicz bei Ulrich von Kosteletz wieder aus. König Karl IV. erneuerte 1352 die Privilegien. 1368 überließ er Wladislawicz dem von ihm gestifteten Kapitel Allerheiligen auf der Prager Burg. Während der Hussitenkriege wurde Wladislawicz erneut an die Herrschaft Kosteletz verpfändet.
1450 erhielt Zdenko von Sternberg, der zu dieser Zeit auf Seiten Georg von Podiebrads gegen die Strakonitzer Union kämpfte und 1449 die Burg Kosteletz erobert und zerstört hatte, vom Landesverweser Georg von Podiebrad die wüste Herrschaft Konopischt, die er nach Westen um den Sprengel Wladislawicz erweiterte. 1495 erfolgte eine Erbteilung zwischen Zdenko dem Jüngeren und Jiřík von Sternberg. Letzterer erhielt die halbe Stadt Benešov, das Schloss Konopiště und die Feste Kozlí. Zdenkos Anteil umfasste die andere Hälfte von Benešov, die Burg Ostroměř und die wüste Burg Kosteletz. Zu diesem Anteil gehörte auch das Städtchen Wladislawicz.
1496 starb Zdenko der Jüngere ohne Nachkommen und seine Güter fielen als erledigtes Lehen an die Krone Böhmens. 1497 belehnte König Vladislav II. Zdenkos Vetter Ladislav Bechyňský von Sternberg mit dessen Anteil, einschließlich des Städtchens Wadslawicze. Nachfolgend verlor Vladislavice immer mehr an Bedeutung. Vor allem die benachbarte Stadt Benešov verhinderte eine wirtschaftliche Entwicklung des Ortes, der zum Dorf herabsank. Unter Adam von Sternberg wurden beide Anteile 1542 wieder vereint, zudem besaß er noch Bechyně und Grünberg.
Zu dieser Zeit wurde Waclavicium als eines der 18 Dörfer, die neben der Stadt Benešov und dem Vorwerk Konopischt zur Herrschaft Konopischt gehörten. 1560 bestand das Dorf Waclawicze aus 16 Höfen. Nachdem 1599 Arkleb von Kunovice als Verwalter der Herrschaft Konopischt eingesetzt worden war, entbrannte ein Streit um die Freiheiten des Václavicer Gebietes. Im Jahre 1600 entschied die Böhmische Kammer, dass Václavice ein untertäniges Dorf der Herrschaft Konopischt sei. 1612 unternahmen die Bewohner des Václavicer Sprengels einen erneuten Versuch zur Wiedererlangung der alten Privilegien.
Nach der Aufhebung der Patrimonialherrschaften wurde Vácslavice mit dem Ortsteil Vatěkov 1850 zur selbstständigen Gemeinde im Gerichtsbezirk Beneschau. 1873 lebten in der Pfarre Vácslavice mit den Dörfern Chrašťany, Hrušice, Přibýšice, Vatěkov, Úročnice und Zbožnice sowie den Einschichten Kozlé und Brejlovka 1431 Katholiken und 38 Juden. Vácslavice selbst bestand aus 43 Anwesen und wurde von 433 Katholiken und 25 Juden bewohnt. Im Jahre 1900 lebten in den 44 Häusern des Dorfes 434 Menschen.
Während der deutschen Besetzung wurde Watzlawitz zum 1. April 1943 als Teil der Zone II des SS-Truppenübungsplatzes Böhmen zwangsgeräumt.
Der Kommandeur des Truppenübungsplatzes, Generalmajor Alfred Karrasch, befahl nach der Bombardierung von Aussig am 17. und 19. April 1945 auf Initiative seines Stellvertreters Sturmbannführer Otto Hauprich, der aus Aussig stammte, sowie des Hauptsturmführers Herbert Sander die sofortige Hinrichtung der gefangenen US-amerikanischen Besatzungen, die der SS in die Hände gefallen waren. Die Wachkompanie unter Leitung von Untersturmführer Ernst Albrecht erschoss die acht amerikanischen Flieger am Kilometerstein 2.2 der Straße Konopiště-Václavice und verscharrte die Leichen im Kompost des als SS-Drillhof dienenden Váňov-Gutes. Nach dem Ende des Zweiten Weltkrieges wurde im Dezember 1945 der Wiederaufbau von 62 Dörfern, darunter Václavice beschlossen und 1946 mit der Wiederbesiedlung begonnen. Die sterblichen Überreste der Amerikaner wurden 1946 aufgefunden, exhumiert und in ihr Heimatland überführt.
Mit Beginn des Jahres 1961 wurde Zbožnice, das zuvor Teil der Gemeinde Konopiště war, umgemeindet. 1980 erfolgte die Eingemeindung von Václavice nach Benešov. Seit 1990 besteht die Gemeinde wieder.

## Gemeindegliederung
Die Gemeinde Václavice besteht aus den Ortsteilen Václavice (Watzlawitz), Vatěkov (Watiekow) und Zbožnice (Sboschnitz).

## Persönlichkeiten
- Richard Feder (1875–1970), tschechisch-jüdischer Gelehrter, Rabbiner, Häftling des KZ Theresienstadt, Übersetzer und Autor

## Sehenswürdigkeiten
- Schloss Konopiště
- Kirche St. Wenzel, der frühgotische Bau wurde 1352 umgebaut. Der in seiner ursprünglichen Form erhaltene Kirchturm stammt aus dem 13. Jahrhundert.
- Gedenkstein am Ort der Hinrichtung der amerikanischen Flieger, errichtet im Mai 1990